# STS-41-B
STS-41-B est la 4e mission de la navette spatiale Challenger.
C'est au cours de cette mission qu'a eu lieu la première sortie extravéhiculaire libre, c'est-à-dire sans aucun lien physique rattachant un astronaute à son vaisseau spatial.

## Équipage
- Commandant : Vance D. Brand (3)  États-Unis
- Pilote : Robert L. Gibson (1)  États-Unis
- Spécialiste de mission 1 : Bruce McCandless II (1)  États-Unis
- Spécialiste de mission 2 : Ronald E. McNair (1)  États-Unis
- Spécialiste de mission 3 : Robert L. Stewart (1)  États-Unis

Le chiffre entre parenthèses indique le nombre de vols spatiaux effectués par l'astronaute au moment de la mission.

## Paramètres de la mission
- Masse:
  - Navette au décollage : 113 527 kg
  - Navette à l'atterrissage : 91 278 kg
  - Chargement : 15 362 kg
- Périgée : 307 km
- Apogée : 316 km
- Inclinaison : 28,5°
- Période : 90,8 min

### Sorties dans l'espace

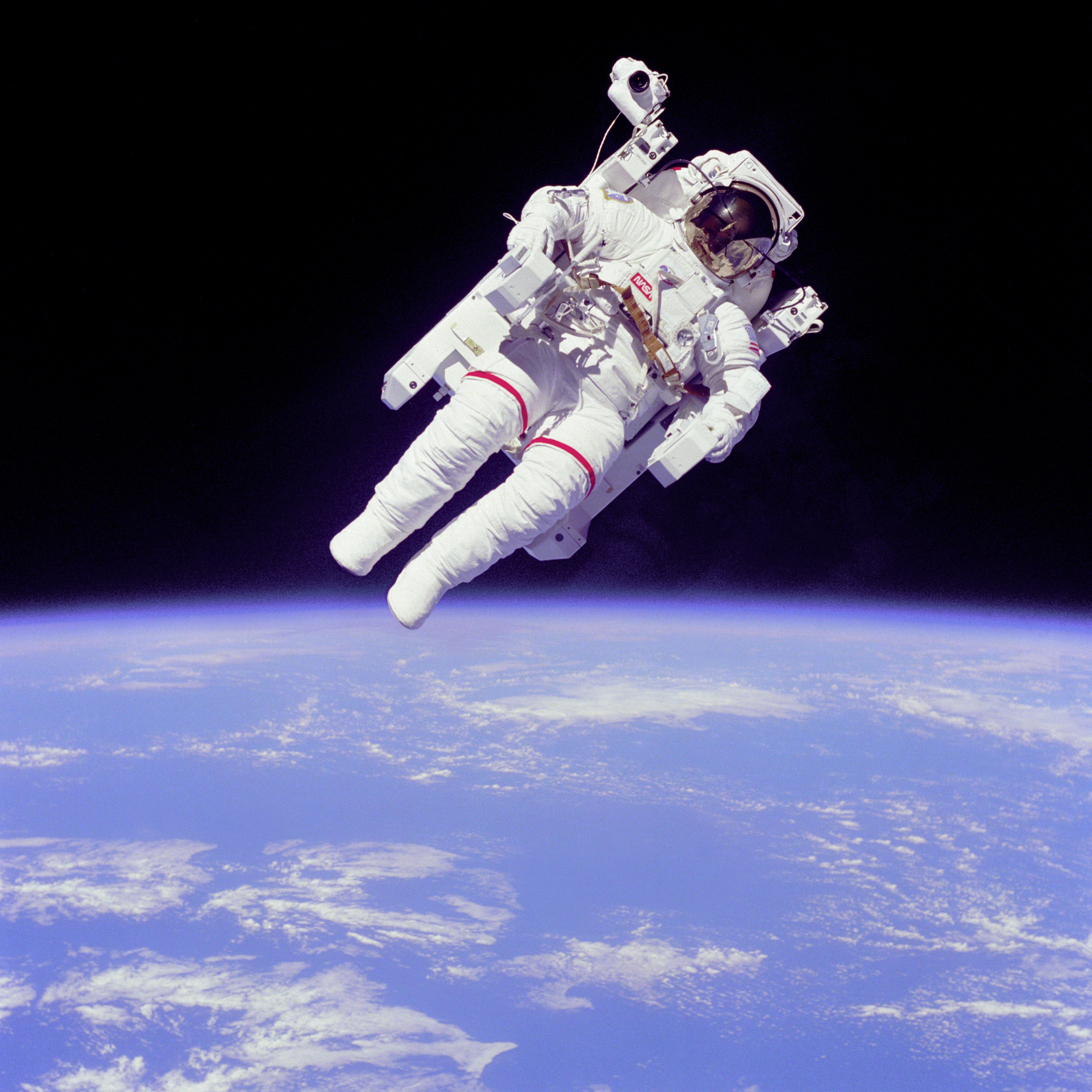
Sortie EVA lors de la mission

- McCandless et Stewart  - EVA 1
- Début de EVA 1 : 7 février 1984
- Fin de EVA 1 : 7 février 1984
- Durée : 5 heures, 55 minutes

- McCandless et Stewart  - EVA 2
- Début de EVA 2 : 9 février 1984
- Fin de EVA 2 : 9 février 1984
- Durée : 6 heures, 17 minutes